# Harald Bleckert
Harald Bleckert (* 2. Dezember 1951) ist ein ehemaliger deutscher Fußballspieler.

## Karriere
Über den damaligen Landesligisten SC Verl gelangte der Verteidiger 1971 zum Regionalliganeuling Arminia Gütersloh, für den er 56 Spiele in der Regionalliga West bestritt. Ab Juli 1974 spielte er für die SpVgg Bayreuth in der 2. Bundesliga Süd, wo er 1982 seine Karriere beendete. In der Relegation 1979 verpasste er mit Bayreuth gegen Bayer 05 Uerdingen den Aufstieg in die 1. Bundesliga.